# Gigi Proietti
Luigi „Gigi” Proietti (ur. 2 listopada 1940 w Rzymie, zm. 2 listopada 2020 tamże) – włoski aktor filmowy i teatralny, reżyser, wokalista, aktor dubbingowy i reżyser dubbingu.
Gigi Proietti był synem pochodzącego z Umbrii Romano Proiettiego i Giovanny Ceci. W młodości śpiewał i grywał na gitarze, pianinie, akordeonie i kontrabasie w rzymskich klubach nocnych. Studiując prawo na Sapienzy, uczestniczył w zajęciach akademickiego teatru amatorskiego, prowadzonego przez Giancarlo Cobelliego. Proietti zadebiutował na dużym ekranie w 1966 w komedii Le piacevoli notti. Popularność we Włoszech zyskał w 1971 występując u boku Renato Rascela w musicalu Alleluja brava gente. Aktor wystąpił w szeregu produkcji włoskich.
W 2003 Proietti uhonorowany został nagrodą Nastro d’argento dla najlepszego aktora.

## Filmografia
- Porozmawiajmy o kobietach (1964) jako Omero
- Spotkanie (1969) jako Fabre
- Mortadela (1971) jako Michele Bruni
- Dziedzictwo Ferramontich (1976) jako Pippo Ferramonti
- Dzień weselny (1978) jako Dino Corelli I, brat Luigi
- Kto wykańcza europejską kuchnię? (1978) jako Ravello
- Córka d’Artagnana (1994) jako Mazarin
- Ostatni smok (1996), jako Draco (głos, włoski dubbing)[5]
- Święty Filip Neri (2010) jako św. Filip Neri